# Anahita similis
Anahita similis là một loài nhện trong họ Ctenidae.
Loài này thuộc chi Anahita. Anahita similis được Lodovico di Caporiacco miêu tả năm 1947.